# Акбулак (Енбекшильдерский район)
Акбулак (каз. Ақбұлақ, до 2004 г. — Придорожное) — аул в Енбекшильдерском районе Акмолинской области Казахстана. Входит в состав Енбекшильдерского сельского округа. Код КАТО — 114537600.

## География
Аул расположен в центральной части района, на расстоянии примерно 36 километров (по прямой) к востоку от административного центра района — города Степняк, в 15 километрах к северо-западу от административного центра сельского округа — села Енбекшильдерское.
Абсолютная высота — 250 метров над уровнем моря.
Ближайшие населённые пункты: село Енбекшильдерское — на юго-востоке, село Кенащы — на северо-западе.

## Население
В 1989 году население аула составляло 580 человек (из них казахи — 100 %).
В 1999 году население аула составляло 318 человек (170 мужчин и 148 женщин). По данным переписи 2009 года, в ауле проживало 150 человек (81 мужчина и 69 женщин).
| Численность населения | Численность населения | Численность населения |
| 1989                  | 1999                  | 2009                  |
| --------------------- | --------------------- | --------------------- |
| 580                   | ↘318                  | ↘150                  |

## Улицы[6]
- ул. Бирлик
- ул. Мектеп